# يان تود
يان تود (بالإنجليزية: Ian Todd)‏ هو لاعب كرة قدم أسترالية أسترالي، ولد في 11 سبتمبر 1961.

## وصلات خارجية
- يان تود على موقع AustralianFootball.com (الإنجليزية)
- يان تود على موقع AFLtables.com (الإنجليزية)